# Iker Camaño
Iker Camaño Ortuzar (Santurce, Vizcaya, 14 de marzo de 1979) es un ciclista español.
Debutó como profesional el año 2002 con el equipo Phonak. Tras los problemas económicos de su siguiente equipo, el Saunier Duval, fichó por el Endura Racing en 2010. En 2013 el Endura se fusionó con el equipo NetApp y Camaño pasó a defender al equipo alemán hasta la temporada 2014. En 2015 fue elegido vicepresidente de la Asociación de Ciclistas Profesionales.

## Biografía

### Crítica a los nuevos dirigentes de uno de su exequipos
Iker, el 21 de septiembre de 2012, fue uno de los firmantes en contra de la nueva gestión deportiva del Euskaltel-Euskadi en la que, ante la posibilidad del descenso de categoría, no renovaron a ciclistas vascos apreciados por la afición y compañeros del pelotón para fichar a corredores extranjeros (hasta dicha fecha el equipo se componía solo de ciclistas vasco-navarros o formados en equipos del ciclismo amateur vasco-navarro). Estos corredores temieron que los extranjeros pudiesen quitar puestos en la plantilla a corredores vascos y así se limitase la opción de ser profesional para muchos de ellos.
El 21 de enero de 2015 anunció su retirada del ciclismo tras trece temporadas como profesional y con 35 años de edad.

## Palmarés
2008
- 1 etapa de la Vuelta a Chihuahua

2011
- Cinturón a Mallorca, más 1 etapa
- 1 etapa del Tour de Noruega

2012
- 1 etapa del Gran Premio Torres Vedras-Trofeo Joaquim Agostinho

## Resultados en Grandes Vueltas
Durante su carrera deportiva consiguió los siguientes puestos en las Grandes Vueltas:
| Carrera | Carrera         | 2002 | 2003 | 2004 | 2005 | 2006 | 2007 | 2008 | 2009 | 2010 | 2011 | 2012 | 2013 | 2014 |
| ------- | --------------- | ---- | ---- | ---- | ---- | ---- | ---- | ---- | ---- | ---- | ---- | ---- | ---- | ---- |
|         | Giro de Italia  | —    | —    | —    | —    | —    | —    | 75.º | 39.º | —    | —    | —    | —    | —    |
|         | Tour de Francia | —    | —    | 26.º | 69.º | 34.º | 53.º | —    | —    | —    | —    | —    | —    | —    |
|         | Vuelta a España | —    | —    | —    | —    | —    | 34.º | —    | —    | —    | —    | —    | 67.º | —    |

—: no participa

Ab.: abandono

## Equipos
- Phonak (2002-2003)
  - Phonak (2002)
  - Phonak Hearing Systems (2003)
- Euskaltel-Euskadi (2004-2006)
- Saunier Duval/Scott/Fuji (2007-2009)
  - Saunier Duval-Prodir (2007)
  - Saunier Duval-Scott (2008) (hasta julio)
  - Scott-American Beef (2008)
  - Fuji-Servetto (2009)
- Endura Racing (2010[7] -2012)
- Team NetApp-Endura (2013-2014)

## Premios
- Premio Santurtzi 2012 por su trayectoria ciclista[8][9]

## Enlaces de interés
- Ficha de Iker Camaño (cqranking.com)
- Iker Camaño - Página oficial en Facebook
- Twitter oficial de Iker Camaño
- Iker Camaño – ProCyclingStats

- Datos: Q652240